# Cacyreus fracta
Cacyreus fracta is een vlinder uit de familie van de Lycaenidae (kleine pages, vuurvlinders en blauwtjes). De wetenschappelijke naam van de soort is voor het eerst gepubliceerd in 1911 door Karl Grünberg.

## Verspreiding
De soort komt voor in Ethiopië, Congo-Kinshasa, Oeganda, Rwanda, Burundi, Kenia, Tanzania, Zambia, Malawi, Mozambique, Zimbabwe, Zuid-Afrika, Swaziland en Lesotho.

## Habitat
Het habitat bestaat uit natte gebieden zoals natte graslanden en moerassen, maar ook bosranden en kapvlakten. In zuidelijk Afrika kan deze vlinder vanaf zeeniveau worden aangetroffen tot in de hoogste bergen. In Kenia vliegt deze vlinder vrijwel alleen boven 2000 meter hoogte en in Tanzania tussen 1500 en 2700 meter.

## Ondersoorten
- Cacyreus fracta fracta Grünberg, 1911
- Cacyreus fracta ghimirra Talbot, 1935 (Ethiopië)